# 載燕
载燕（1858年11月28日—1911年）爱新觉罗氏，二等輔國將軍奕棖第六子。

## 生平
载燕是奕棖的第六子。光绪三年（1877年），封奉国将军。宣统三年（1911年），载燕逝世。